# 1351
Il 1351 (MCCCLI in numeri romani) è un anno  del XIV secolo.

## Eventi
- Zurigo entra a far parte della Confederazione Elvetica
- Inizia la costruzione del Ponte Coperto di Pavia
- 4 marzo - Il re di Uthong viene incoronato sovrano del nuovo Regno di Ayutthaya, nell'odierna Thailandia, con il nome regale Ramathibodi I[1]
- Dopo che il vescovo del Montefeltro lo ebbe affrancato dai vincoli feudali, San Marino diviene un libero comune.

## Nati
- 16 ottobre - Gian Galeazzo Visconti, politico italiano († 1402)
- 1º novembre - Leopoldo III d'Asburgo, duca († 1386)
- Antonio Baboccio da Piperno, abate, pittore e scultore italiano († 1435)
- Thomas de Camoys, nobile inglese († 1421)
- Casimiro IV di Pomerania, duca († 1377)
- Jacopo Donadei, vescovo cattolico italiano († 1431)
- Firuz Shah Tughlaq, sultano indiano († 1388)
- Lorenzo de Monacis, storico e diplomatico italiano († 1428)
- Simone de' Prodenzani, poeta e letterato italiano († 1438)
- Suleyman di Bursa, poeta ottomano († 1422)
- Taddea Visconti, nobile italiana († 1381)
- Rainolfo de Monteruc, cardinale francese († 1382)

## Morti
- 22 gennaio - Ranieri II Casali, politico e condottiero italiano
- 19 febbraio - Corrado Confalonieri, italiano (n. 1290)
- 10 marzo - Giovanni I delfino d'Alvernia, nobile francese
- 24 maggio - Abu l-Hasan 'Ali ibn 'Uthman, sultano marocchino
- 3 giugno - Mastino II della Scala, condottiero italiano (n. 1308)
- 8 giugno - Édouard de Beaujeu, militare francese (n. 1316)
- 20 giugno - Margareta Ebner, religiosa tedesca (n. 1291)
- 15 novembre - Giovanna di Pfirt, duchessa (n. 1300)
- Robert Bemborough, cavaliere medievale britannico
- Heinrich Dusemer, nobile tedesco
- Eleonora di Guzmán, spagnola (n. 1310)
- Enrico II di Brunswick-Grubenhagen, nobile tedesco
- Scaloro degli Uberti, conte

## Calendario
| Calendario 1351 | Calendario 1351 | Calendario 1351 | Calendario 1351 | Calendario 1351 | Calendario 1351 | Calendario 1351 | Calendario 1351 | Calendario 1351 | Calendario 1351 | Calendario 1351 | Calendario 1351 | Calendario 1351 | Calendario 1351 | Calendario 1351 | Calendario 1351 | Calendario 1351 | Calendario 1351 | Calendario 1351 | Calendario 1351 | Calendario 1351 | Calendario 1351 | Calendario 1351 | Calendario 1351 | Calendario 1351 | Calendario 1351 | Calendario 1351 | Calendario 1351 | Calendario 1351 | Calendario 1351 | Calendario 1351 | Calendario 1351 | Calendario 1351 |
| --------------- | --------------- | --------------- | --------------- | --------------- | --------------- | --------------- | --------------- | --------------- | --------------- | --------------- | --------------- | --------------- | --------------- | --------------- | --------------- | --------------- | --------------- | --------------- | --------------- | --------------- | --------------- | --------------- | --------------- | --------------- | --------------- | --------------- | --------------- | --------------- | --------------- | --------------- | --------------- | --------------- |
|                 | 1               | 2               | 3               | 4               | 5               | 6               | 7               | 8               | 9               | 10              | 11              | 12              | 13              | 14              | 15              | 16              | 17              | 18              | 19              | 20              | 21              | 22              | 23              | 24              | 25              | 26              | 27              | 28              | 29              | 30              | 31              |                 |
| Gennaio         | Sa              | Do              | Lu              | Ma              | Me              | Gi              | Ve              | Sa              | Do              | Lu              | Ma              | Me              | Gi              | Ve              | Sa              | Do              | Lu              | Ma              | Me              | Gi              | Ve              | Sa              | Do              | Lu              | Ma              | Me              | Gi              | Ve              | Sa              | Do              | Lu              |                 |
| Febbraio        | Ma              | Me              | Gi              | Ve              | Sa              | Do              | Lu              | Ma              | Me              | Gi              | Ve              | Sa              | Do              | Lu              | Ma              | Me              | Gi              | Ve              | Sa              | Do              | Lu              | Ma              | Me              | Gi              | Ve              | Sa              | Do              | Lu              |                 |                 |                 |                 |
| Marzo           | Ma              | Me              | Gi              | Ve              | Sa              | Do              | Lu              | Ma              | Me              | Gi              | Ve              | Sa              | Do              | Lu              | Ma              | Me              | Gi              | Ve              | Sa              | Do              | Lu              | Ma              | Me              | Gi              | Ve              | Sa              | Do              | Lu              | Ma              | Me              | Gi              |                 |
| Aprile          | Ve              | Sa              | Do              | Lu              | Ma              | Me              | Gi              | Ve              | Sa              | Do              | Lu              | Ma              | Me              | Gi              | Ve              | Sa              | Do              | Lu              | Ma              | Me              | Gi              | Ve              | Sa              | Do              | Lu              | Ma              | Me              | Gi              | Ve              | Sa              |                 |                 |
| Maggio          | Do              | Lu              | Ma              | Me              | Gi              | Ve              | Sa              | Do              | Lu              | Ma              | Me              | Gi              | Ve              | Sa              | Do              | Lu              | Ma              | Me              | Gi              | Ve              | Sa              | Do              | Lu              | Ma              | Me              | Gi              | Ve              | Sa              | Do              | Lu              | Ma              |                 |
| Giugno          | Me              | Gi              | Ve              | Sa              | Do              | Lu              | Ma              | Me              | Gi              | Ve              | Sa              | Do              | Lu              | Ma              | Me              | Gi              | Ve              | Sa              | Do              | Lu              | Ma              | Me              | Gi              | Ve              | Sa              | Do              | Lu              | Ma              | Me              | Gi              |                 |                 |
| Luglio          | Ve              | Sa              | Do              | Lu              | Ma              | Me              | Gi              | Ve              | Sa              | Do              | Lu              | Ma              | Me              | Gi              | Ve              | Sa              | Do              | Lu              | Ma              | Me              | Gi              | Ve              | Sa              | Do              | Lu              | Ma              | Me              | Gi              | Ve              | Sa              | Do              |                 |
| Agosto          | Lu              | Ma              | Me              | Gi              | Ve              | Sa              | Do              | Lu              | Ma              | Me              | Gi              | Ve              | Sa              | Do              | Lu              | Ma              | Me              | Gi              | Ve              | Sa              | Do              | Lu              | Ma              | Me              | Gi              | Ve              | Sa              | Do              | Lu              | Ma              | Me              |                 |
| Settembre       | Gi              | Ve              | Sa              | Do              | Lu              | Ma              | Me              | Gi              | Ve              | Sa              | Do              | Lu              | Ma              | Me              | Gi              | Ve              | Sa              | Do              | Lu              | Ma              | Me              | Gi              | Ve              | Sa              | Do              | Lu              | Ma              | Me              | Gi              | Ve              |                 |                 |
| Ottobre         | Sa              | Do              | Lu              | Ma              | Me              | Gi              | Ve              | Sa              | Do              | Lu              | Ma              | Me              | Gi              | Ve              | Sa              | Do              | Lu              | Ma              | Me              | Gi              | Ve              | Sa              | Do              | Lu              | Ma              | Me              | Gi              | Ve              | Sa              | Do              | Lu              |                 |
| Novembre        | Ma              | Me              | Gi              | Ve              | Sa              | Do              | Lu              | Ma              | Me              | Gi              | Ve              | Sa              | Do              | Lu              | Ma              | Me              | Gi              | Ve              | Sa              | Do              | Lu              | Ma              | Me              | Gi              | Ve              | Sa              | Do              | Lu              | Ma              | Me              |                 |                 |
| Dicembre        | Gi              | Ve              | Sa              | Do              | Lu              | Ma              | Me              | Gi              | Ve              | Sa              | Do              | Lu              | Ma              | Me              | Gi              | Ve              | Sa              | Do              | Lu              | Ma              | Me              | Gi              | Ve              | Sa              | Do              | Lu              | Ma              | Me              | Gi              | Ve              | Sa              |                 |